# Hübl Peak
Der Hübl Peak ist ein 1015 m hoher Berg an der Danco-Küste des Grahamlands im Norden der Antarktischen Halbinsel. Auf der Arctowski-Halbinsel ragt er westlich des Stolze Peak auf.
Der Falkland Islands Dependencies Survey kartierte ihn anhand von Luftaufnahmen der Hunting Aerosurveys Ltd. aus den Jahren von 1956 bis 1957. Das UK Antarctic Place-Names Committee benannte ihn 1960 nach dem österreichischen Kartographen Arthur von Hübl (1853–1932), der 1894 noch vor Carl Pulfrich einen Stereokomparator entwickelt hatte.